# Heterischnus excavatus
Heterischnus excavatus är en stekelart som först beskrevs av Constantineanu 1959.  Heterischnus excavatus ingår i släktet Heterischnus och familjen brokparasitsteklar. Inga underarter finns listade i Catalogue of Life.